# Поромівка (село)
Поро́мівка — село в Україні, у Житомирському районі Житомирської області. Входить до складу Хорошівської селищної громади. Населення становить 516 осіб. Колишній центр Поромівської сільської ради.

## Географія
Географічні координати: 50°34' пн. ш. 28°30' сх. д. Часовий пояс — UTC+2. Загальна площа села — 1,4 км².
Поромівка розташована в межах природно-географічного краю Полісся і за 5 км від центру громади — міста Хорошів. Найближча залізнична станція — Нова Борова, за 28 км. Через село протікає річка Поромівка.

## Історія
Перша писемна згадка про Поромівку датується 1650 роком.
У 1932–1933 роках Поромівка постраждала від голодомору. За свідченнями очевидців кількість померлих склала щонайменше 14 осіб.
Упродовж німецько-радянської війни участь у бойових діях брали 238 місцевих жителів, з них 87 осіб загинуло, 120 — нагороджені орденами і медалями.
На початку 1970-х років у селі діяли центральна садиба колгоспу «Зоря комунізму», восьмирічна школа, будинок культури, бібліотека із книжковим фондом 2 тисячі примірників, фельдшерсько-акушерський пункт і дит'ясла.

## Населення
За даними перепису 2001 року населення села становило 683 особи, з них 97,22 % зазначили рідною українську мову, 2,49 % — російську, а 0,29 % — іншу.

## Соціальна сфера
- Поромівська загальноосвітня школа І-ІІ ступенів (вул. Шевченка, 3)